# Ahmad Alenemeh
Ahmad Alenemeh (in persiano: احمد آل نعمه; Ahvaz, 20 ottobre 1982) è un allenatore di calcio ed ex calciatore iraniano, di ruolo difensore.